# 地下酒窖 (纽伦堡)

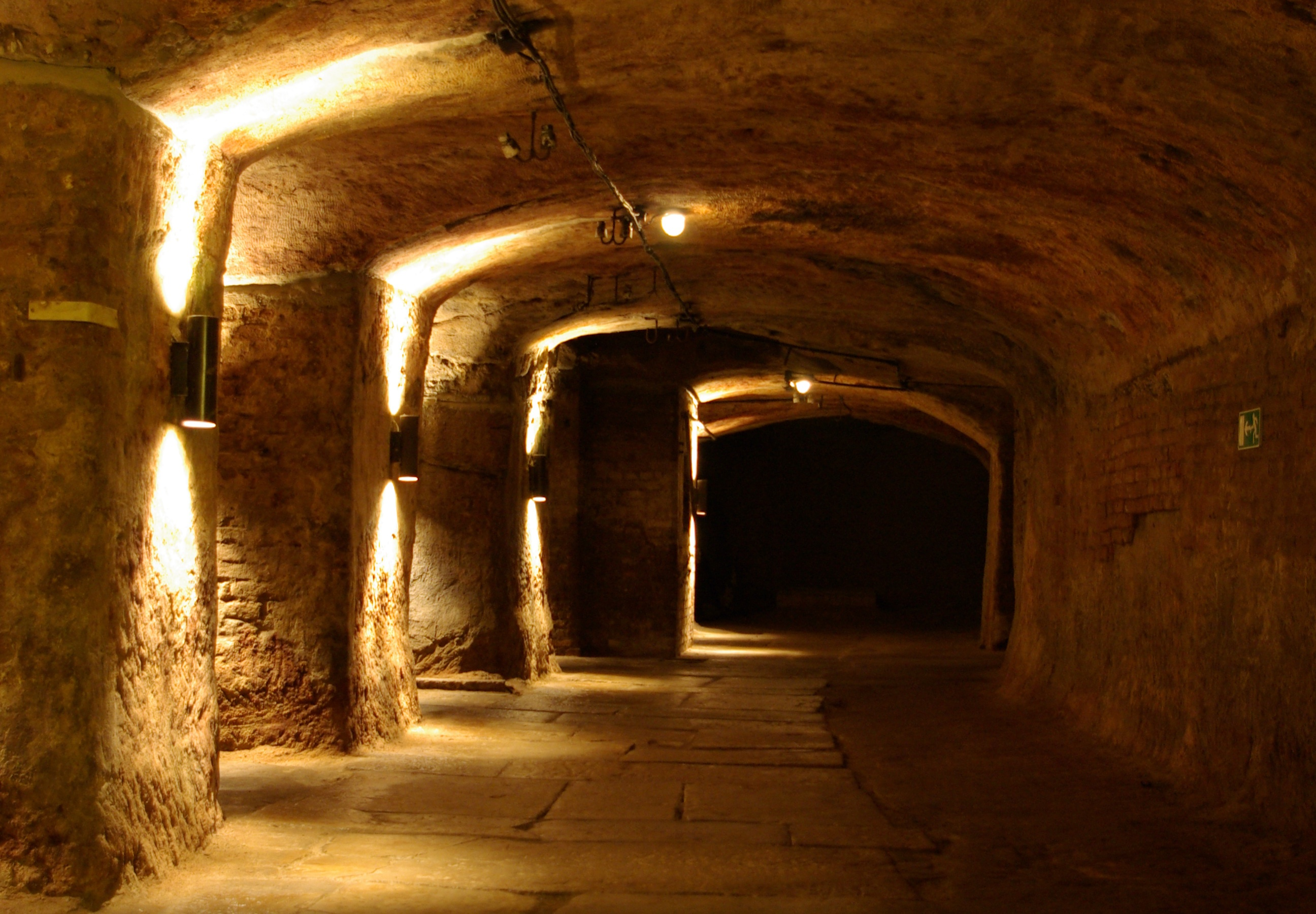

地下酒窖（Felsengänge）岩石通道是纽伦堡老城区地下的一个隧道和地窖系统。

## 位置
今天已知的大部分地下酒窖都位于北部老城区。在南部老城区，也有一些地窖，由于许多以前的啤酒厂不向公众开放。在老城区外，也有一些设施。

## 历史
地下酒窖从1380年起开始建造，作为多层的过道和地窖系统，在岩石中开凿出来，主要用于啤酒的发酵和储存。
纽伦堡市议会从1303年开始制定一项法律，规定只有大麦麦芽可用于酿造啤酒，不可用其他谷物。黑麦、小麦等谷物只可用于面包烘焙，应该保存在面包师那里，不可用于酿造啤酒。这一规定标志着纽伦堡啤酒历史的开始。
第一部提到地下酒窖的文件是1380年11月11日市议会的一部法令：每个想酿造并出售啤酒的人，必须拥有自己的地窖，而且规定了深度和宽度。每个啤酒馆必须挖在砂岩的房子下一个地窖。过去，啤酒的消费量几乎是现在的五倍。多年以后，地下酒窖可以发展到四层的深度（在邻居许可下）。
19世纪下半叶，纽伦堡是巴伐利亚主要的啤酒城市，远远领先于慕尼黑。在1835年从纽伦堡到费尔特的德国铁路之旅中，就有一些纽伦堡啤酒作为货物运输。
随着现代冷却技术的传播，地下酒窖失去了作为冷却储存设施的原始意义。地窖的恒温为8至12°C。但是，14 世纪开发的通风井系统仍然确保许多地区的空气交换。在第二次世界大战期间，老啤酒窖对纽伦堡居民在轰炸城市期间的生存特别重要。它们作为防空洞的扩展，为数以万计的人提供了空间。

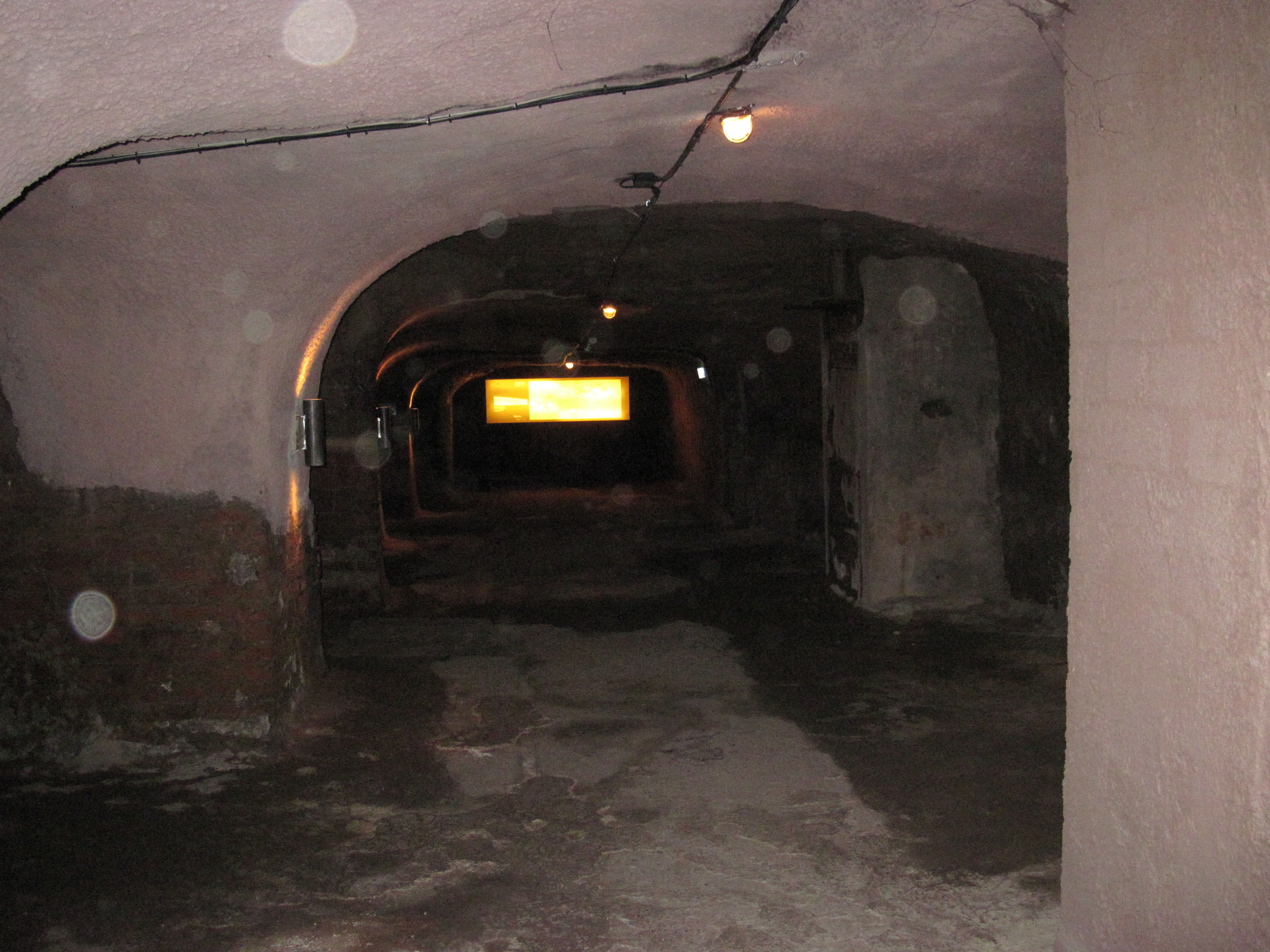
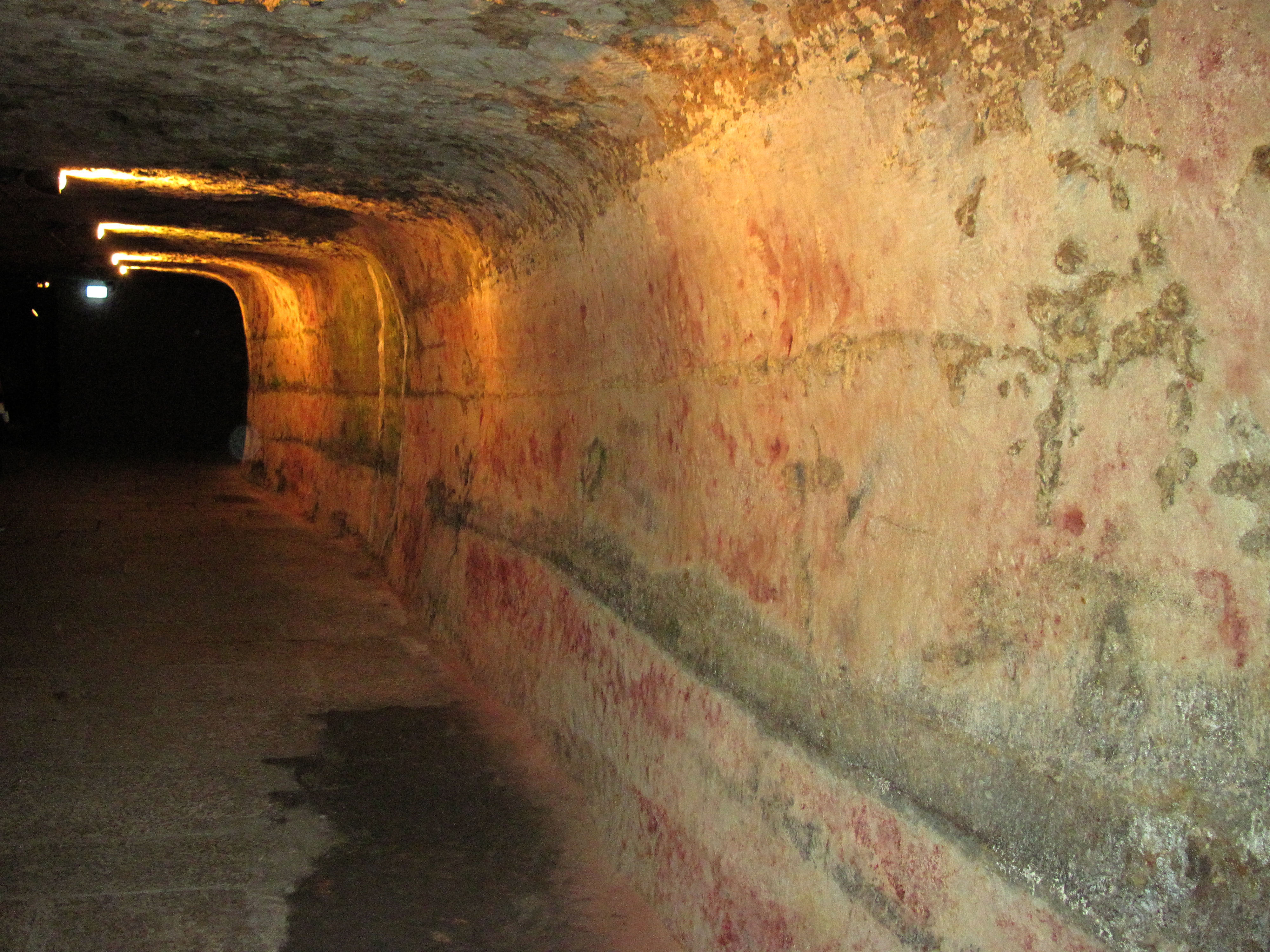
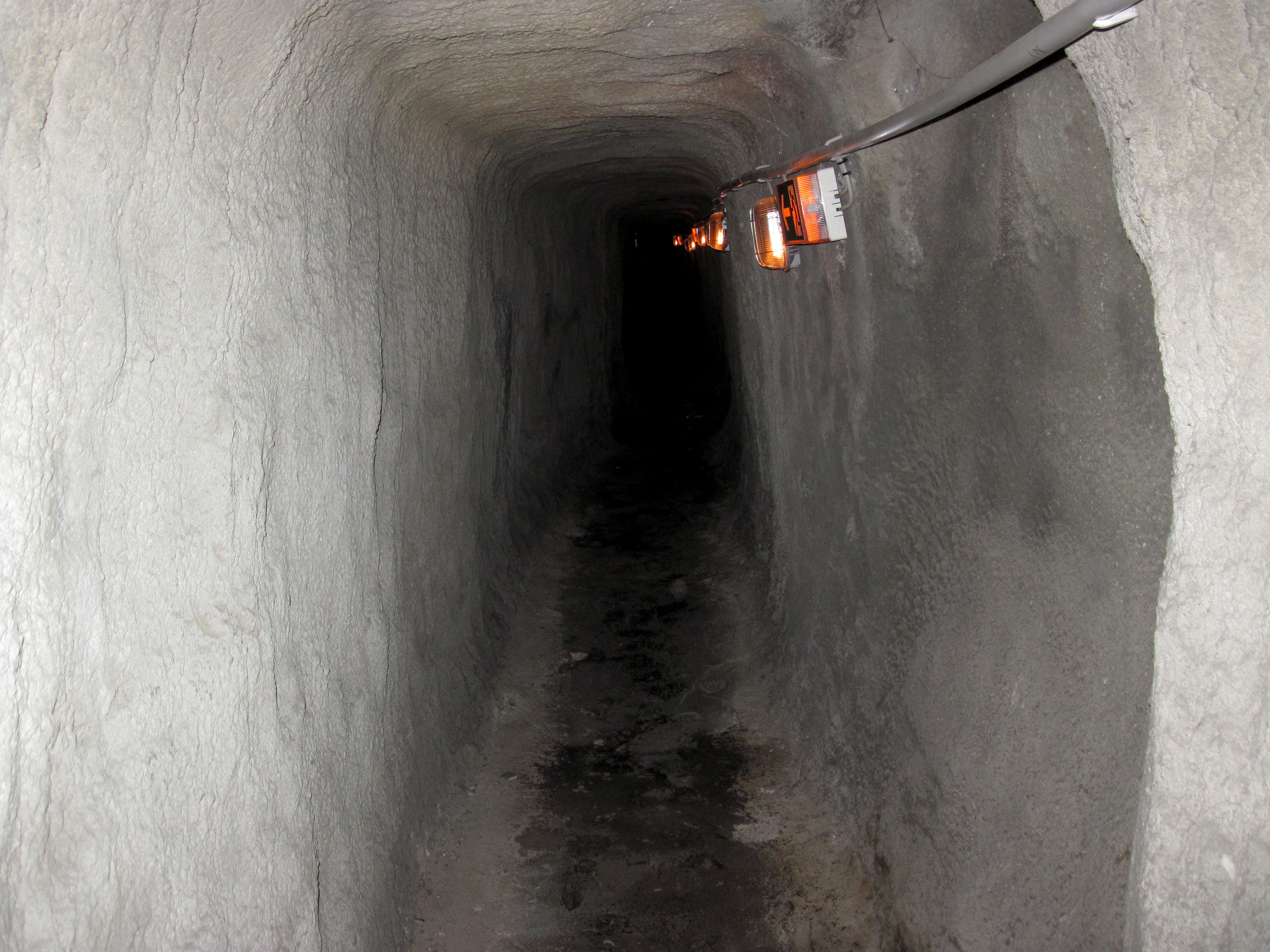